# Theodora Müllerová
Theodora „Dora“ Müllerová, rozená Schusterová (26. února 1920 Nový Jičín – 1. dubna 2009 Brno), byla moravská Němka, vystudovaná chemička, sociální demokratka a antifašistka, zakladatelka a předsedkyně Německého kulturního sdružení v Brně.

## Život
Narodila se v Novém Jičíně 26. února 1920 jako Dora Schusterová v rodině zdravotní sestry Marie Schusterové rozené Walitschekové a vrchního rady zemského soudu Theodora Schustera. Některé zdroje však uvádějí datum narození 9. listopadu 1920 a některé místo narození Brno. S rodinou se patrně v roce 1930 přestěhovala do Brna, kde bydlela na Úvoze.
Po obsazení Sudet nacistickým Německem se rozhodla pro československé občanství a zamýšlela studovat v Brně. Po vzniku Protektorátu Čechy a Morava však nacisté české vysoké školy uzavřeli, a tak přešla na německou vysokou školu technickou, kterou absolvovala chemický obor v roce 1943. Poté v letech 1944–1945 pracovala jako technička ve vyškovském cukrovaru. Otec jako německý sociální demokrat zastával protifašistický postoj a byl vyslýchán gestapem, její nevlastní sestra Blanka Schusterová byla součástí převaděčské sítě.
Po válce Theodora díky svému i rodinnému antifašismu jako jedna z mála nebyla z Brna v tzv. pochodu smrti vyhnána. Kvůli Benešovým dekretům jí však nebylo uznáno vzdělání z německé školy a přišla o profesi. Žila jako žena v domácnosti se svým manželem Františkem Müllerem, jehož si vzala v prosinci 1945. Od 60. let se věnovala veřejné činnosti, česko-německému dialogu, kulturním historickým vztahům a vzájemnému porozumění v poválečném uspořádání Evropy. V roce 1969 spoluzakládala Kulturní sdružení občanů německé národnosti a byla předsedkyní její brněnské organizace až do roku 1989. Poté v roce 1991 založila samostatné Německé kulturní sdružení – Region Brno. Stala se také členkou prezidia Zemského shromáždění Němců v Čechách, Moravě a Slezsku a čestnou členkou PEN klubu.

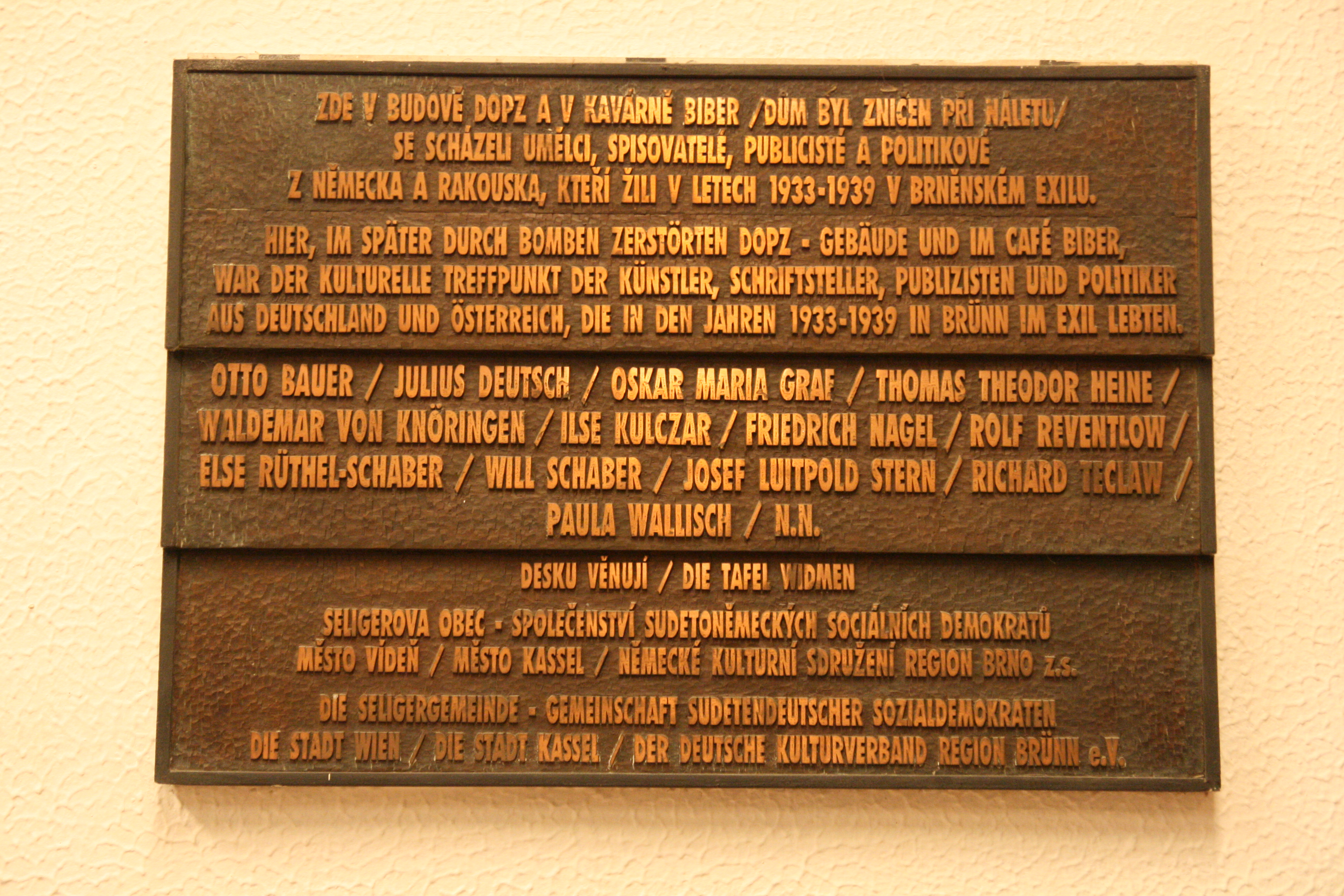
Pamětní deska ve foyer kina Scala

Iniciovala umístění pamětní desky v kině Scala, odhalené v červnu 1993 a upomínající na německé a rakouské emigranti, kterým Brno v letech 1933–1939 poskytlo azyl před nastupujícím nacismem. V roce 1997 sestavila putovní výstavu Přestupní stanice Brno o německých a rakouských emigrantech ve 30. letech 20. století a napsala k ní také rozsáhlý dvojjazyčný katalog. Postupně byla instalována v řadě německých a rakouských měst. V roce 2004 zorganizovala mezinárodní konferenci o významném německém sociálnědemokratickém politikovi Ludwigu Czechovi a rovněž o něm vydala dvojjazyčnou publikaci.
V 90. letech obdržela řadu ocenění: Adalbert Stifter Preis (1991), Adalbert Stifter Medaille (1994) a Goethe-Medaille od Goetheho institutu v Praze (1996). V lednu 2006 jí byla udělena Cena města Brna za rok 2005 v oblasti mezinárodní spolupráce. V roce 2006 také obdržela cenu Zlaté srdce pro Evropu udělovanou Kruhem přátel česko-německého porozumění.
Zemřela 1. dubna 2009 v nedožitých 89 letech a její ostatky byly uloženy na hřbitově v Tišnově. Na jaře 2010 uspořádalo Historické oddělení Moravského zemského muzea výstavu Dora Müller – brněnská Němka. O dva roky později ji zopakovalo v rámci širšího programového celku.